# Lõi thọ
Gmelina arborea là một loài thực vật có hoa trong họ Hoa môi. Loài này được Roxb. mô tả khoa học đầu tiên năm 1814.

## Hình ảnh

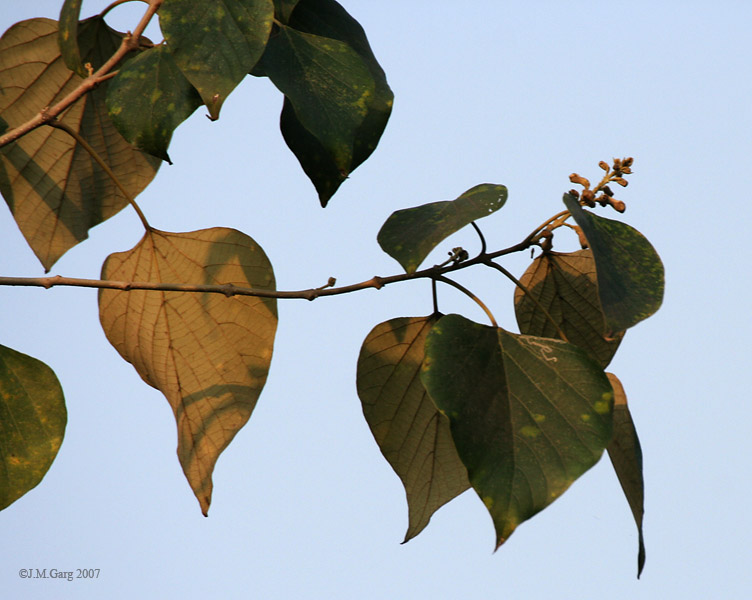
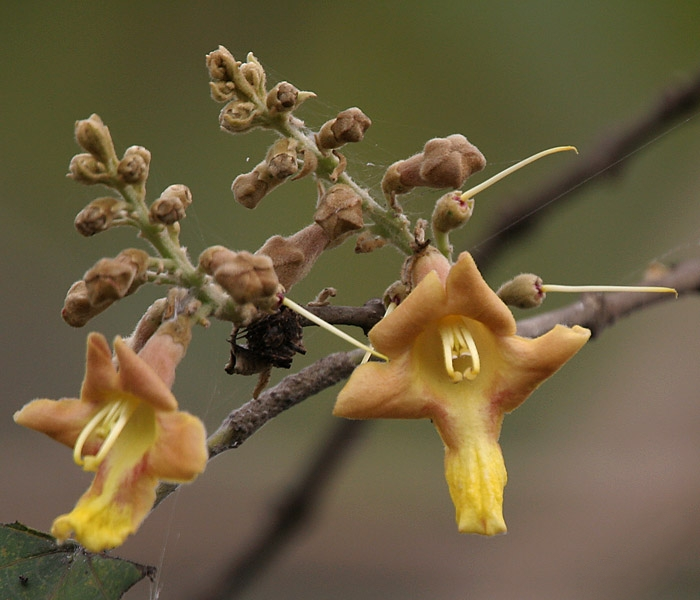
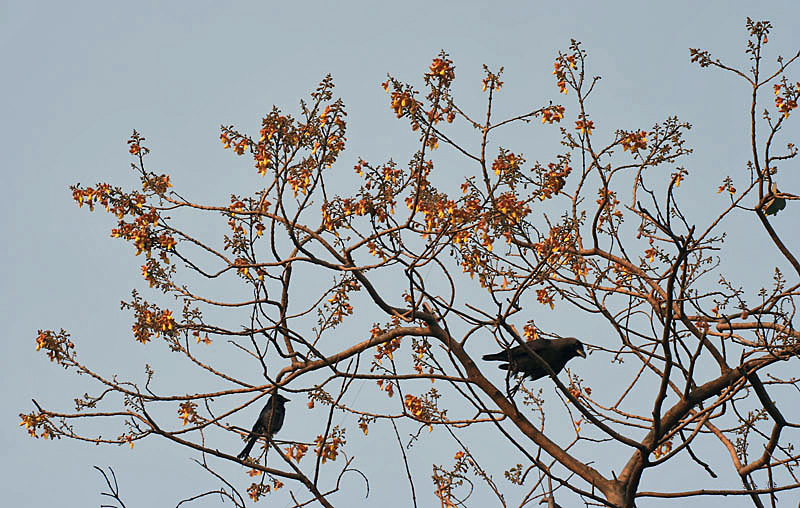
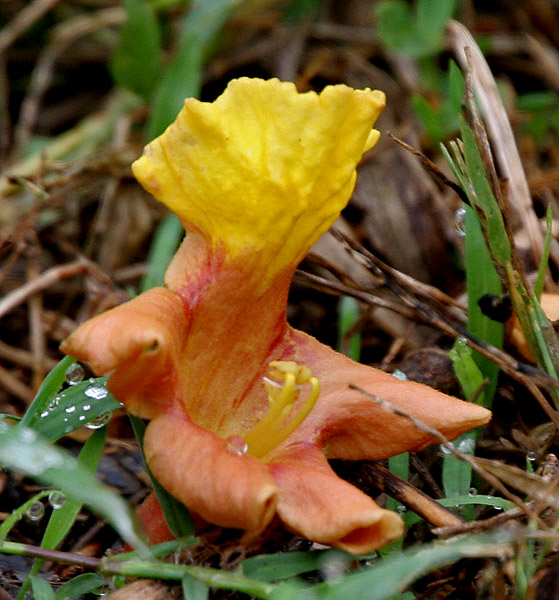